# Ophodnja
Ophodnja (eng. patrol od fr. patrouille, "gaziti po blatu"), grupa vojnika, zaštitara ili policajaca koji imaju zadatak nadzirati i osiguravati određeni teritorij. U slučaju vojske, radi se o skupini vojnika i časnika određenih za izviđanje, osiguranje, održavanje veze, nadzor prometa i razne druge poslove nadzornih službi u ratu i miru. Zadatak ophodnih jedinica može biti prikupljanje obavijesti, uništavanje ili uznemiravanje neprijatelja, te čišćenje ili osiguravanje nekog područja ili objeka.

## Tipovi ophodnje

### Vojna ophodnja
Manji i izdvojeni dio kopnenih, pomorskih ili zračnih vojnih snaga koji osigurava određeno područje od neprijatelja te prikuplja vojno-obavještajne podatke. Vojna ophodnja može osiguravati kretanje postrojbe, te stražarski ili borbeno osiguravati bokove i međuprostore.

### Policijska ophodnja
Policijski službenici provode ophodnje na dodijeljenim urbanim područjima kako bi osigurale veze s lokalnom zajednicom, osigurale mir i sigurnost svojim stalnim prisustvom i djelovanjem, pri čemu djeluju na poslovima identifikacije, privođenja prekršitelja zakona i prometne regulacije. Najčešće su uniformirani i koriste označena policijska vozila kako bi bili vidljivi u javnosti.

## Vanjske poveznice
- Ophodnja – Hrvatska enciklopedija
- Patrola – Proleksis enciklopedija